# Mets-Willets Point
Mets-Willets Point (già Willets Point Boulevard e Willets Point-Shea Stadium) è una stazione della metropolitana di New York situata sulla linea IRT Flushing. La stazione, situata a Willets Point, Queens, è servita dalle seguenti linee:
- 7 Flushing Local, attiva 24 ore al giorno, 365 giorni l'anno;[3]
- 7 Flushing Express, attiva dalle 6.30 alle 10.00 e dalle 15.00 alle 21.30 nella direzione di massimo afflusso, durante le partite casalinghe dei New York Mets e durante il torneo di tennis degli US Open.[3]

Al 2013, con i suoi 1 902 121 passeggeri è la duecentoquarantaseiesima stazione più trafficata del sistema; il massimo utilizzo avviene, solitamente, durante le partite casalinghe dei New York Mets al Citi Field, che è sito sul lato nord della stazione, e durante gli eventi al USTA Billie Jean King National Tennis Center, sito sul lato sud della stazione.

## Storia
La stazione originale, denominata Willets Point Boulevard e situata all'incrocio tra Willets Point Boulevard, 126th Street e Roosevelt Avenue, venne costruita come capolinea del prolungamento della linea IRT Flushing proveniente da 111th Street e venne inaugurata il 7 maggio 1927. Il 2 gennaio 1928, con l'apertura del prolungamento verso Flushing, divenne stazione di transito.

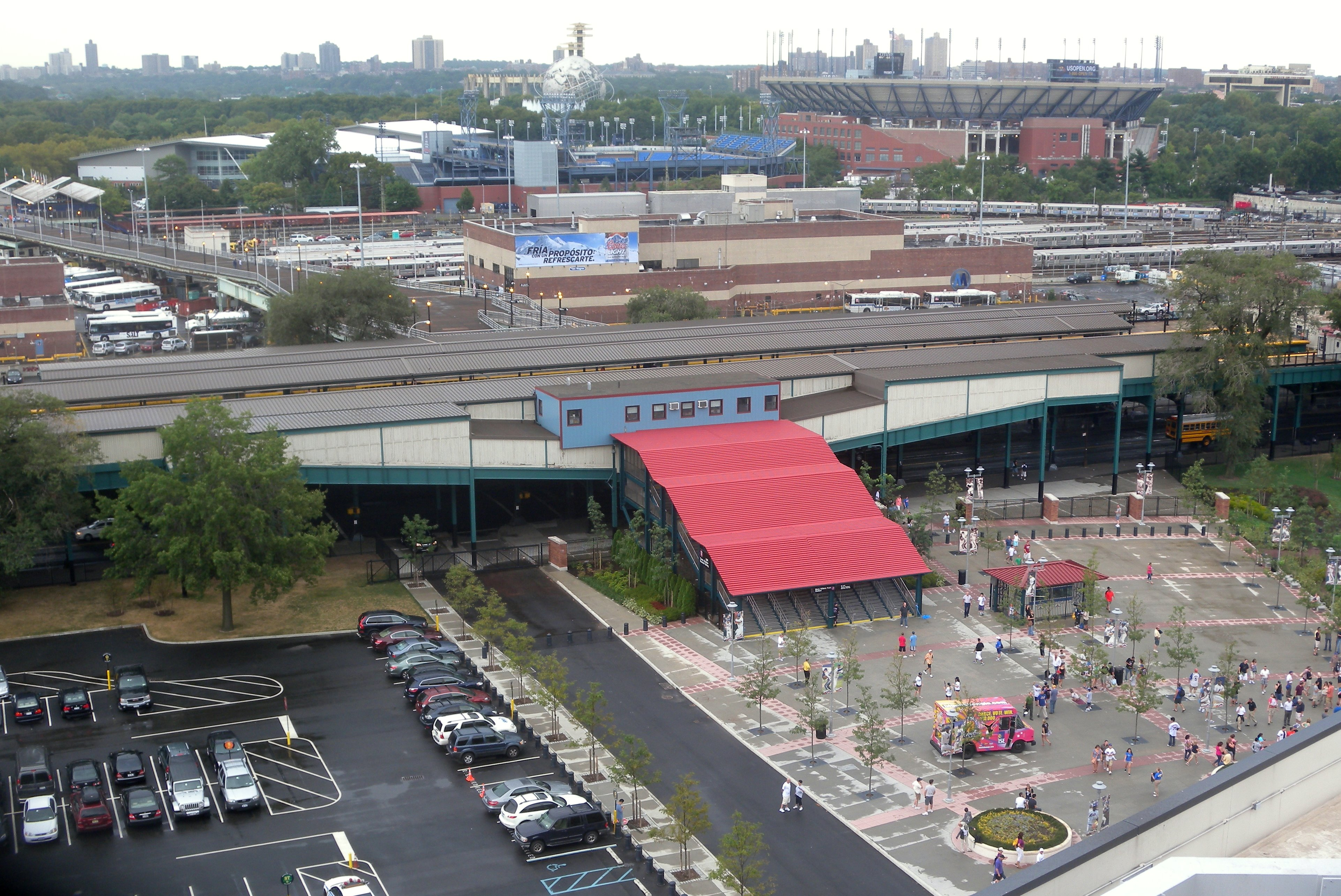
La stazione vista dal Citi Field con, sullo sfondo, il National Tennis Center.

Dopo l'annuncio che la New York World's Fair del 1939 si sarebbe svolta presso il Flushing Meadows Park, la stazione venne spostata verso ovest, dove si trova tutt'oggi, e ricostruita per ospitare un maggiore traffico. Il servizio presso la nuova stazione ebbe inizio il 24 aprile 1939. La banchina laterale che serve il binario in direzione nord venne, invece, aggiunta quando, nuovamente al Flushing Meadows Park, si svolse l'Esposizione mondiale di New York 1964.
Dopo la chiusura e la demolizione del Shea Stadium, la Metropolitan Transportation Authority ha semplicemente cambiato la denominazione della stazione da Willets Point-Shea Stadium a Mets-Willets Point, omettendo il nome dell'azienda che sponsorizza il nuovo stadio. La MTA, infatti, non è riuscita a raggiungere un simile accordo sul nome della stazione; se la trattativa avesse avuto successo la stazione sarebbe stata rinominata Willets Point-Citi Field.

## Strutture e impianti

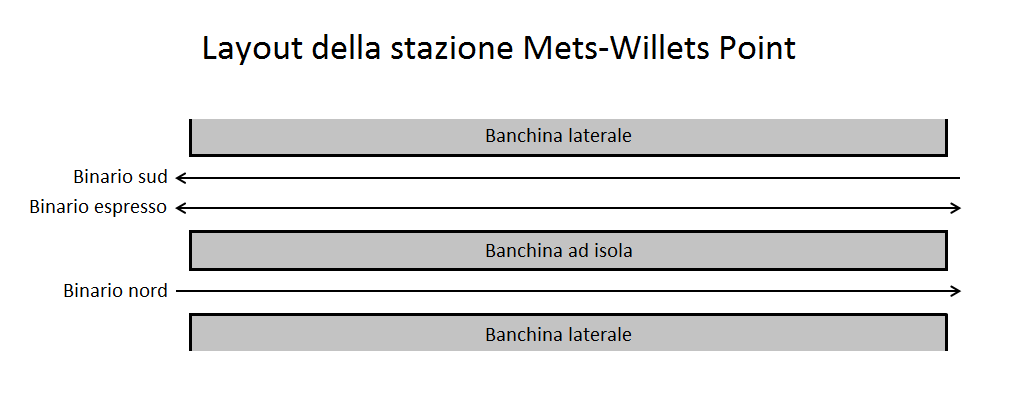
Schema della stazione.

La stazione di Mets-Willets Point possiede una configurazione unica all'interno del sistema metropolitano; dal lato nord a quello sud è, infatti, così organizzata: una banchina laterale, il binario in direzione sud utilizzato dalla linea 7 Flushing Local, il binario espresso utilizzato dalla linea 7 Flushing Express, una banchina ad isola, il binario in direzione nord utilizzato dalla 7 Flushing Local e un'altra banchina laterale. Quest'ultima viene utilizzata solo durante le partite al Citi Field e durante altri eventi speciali, come il torneo di tennis degli US Open.
Sul lato sud della stazione è situata una passerella, nota come Passarelle Boardwalk, che, passando sopra il Corona Yard, collega la stazione della metropolitana con quella della Long Island Rail Road e poi con il National Tennis Center.
Sul lato nord, invece, è situata una scala che collega la stazione con l'ingresso del Citi Field, la Jackie Robinson Rotunda.

### Accessibilità
Nel 2009 la banchina laterale che serve il binario in direzione nord è diventata accessibile alle persone affette da disabilità, in seguito alla realizzazione di una rampa, del costo di 4 milioni di dollari, che collega, sul lato sud, Roosevelt Avenue con il mezzanino della stazione; le due rampe già esistenti sono state anch'esse modificate per renderle accessibili. Le rampe sono gestite e di proprietà della New York City Department of Parks and Recreation.
Pur essendo la banchina laterale accessibile, bisogna, però, ricordare che la stazione non è sempre accessibile: i treni, infatti, utilizzano questa banchina solo durante le partite al Citi Field e durante altri eventi speciali.

## Interscambi
Presso la stazione transita una sola linea automobilistica gestita da NYCT Bus, la linea Q48, che offre un collegamento con l'aeroporto Fiorello LaGuardia.
Essendo, inoltre, collegata con l'omonima stazione ferroviaria, interscambia con la linea Port Washington della Long Island Rail Road.
- Stazione di Mets-Willets Point[1]
- Fermata autobus